# Neubulach
Neubulach là một thị xã thuộc huyện Calw, bang Baden-Württemberg, thuộc nước Đức. Đô thị Neubulach có diện tích 24,69 km². Đô thị này nằm ở phía bắc rừng Đen, 27 km về phía nam Pforzheim. Dân số đô thị thời điểm 31 tháng 12 năm 2020 là 5731 người.